# Governo Løkke Rasmussen III
Il Governo Løkke Rasmussen III è stato il governo della Danimarca in carica dal 28 novembre 2016, a seguito di un ampliamento della maggioranza del precedente governo, fino al 27 giugno 2019, quando ha lasciato il posto al governo Frederiksen I, sostenuto dalla coalizione di centro-sinistra che ha vinto le elezioni parlamentari. È stato il terzo governo presieduto dal liberale Lars Løkke Rasmussen.
Si tratta di un esecutivo di minoranza composto da ministri provenienti da Partito Liberale, Alleanza Liberale e Partito Popolare Conservatore, con il sostegno parlamentare del Partito Popolare Danese.

## Situazione Parlamentare
| Camera    | Collocazione          | Partiti                                                                              | Seggi    |
| --------- | --------------------- | ------------------------------------------------------------------------------------ | -------- |
| Folketing | Maggioranza/App. est. | DF (37), V (34), LA (13), KF (6)                                                     | 90 / 179 |
| Folketing | Opposizione           | SD (47), EL (14), A (9), RV (8), SF (7), Partiti Locali di Fær Øer e Groenlandia (4) | 89 / 179 |

## Composizione
| Carica                                                                                  | Titolare                                  | Titolare                                   | Partito |
| --------------------------------------------------------------------------------------- | ----------------------------------------- | ------------------------------------------ | ------- |
| Primo ministro                                                                          |                                           | Lars Løkke Rasmussen                       | V       |
| Ministro degli affari esteri                                                            |                                           | Anders Samuelsen                           | LA      |
| Ministro delle finanze                                                                  |                                           | Kristian Jensen                            | V       |
| Ministro della cultura e della chiesa                                                   |                                           | Mette Bock                                 | LA      |
| Ministro del commercio, degli affari e della crescita                                   |                                           | Brian Mikkelsen (fino al 21 giugno 2018)   | KF      |
| Ministro del commercio, degli affari e della crescita                                   | Rasmus Jarlov (dal 21 giugno 2018)        |                                            | KF      |
| Ministro dell'ambiente e dell'alimentazione                                             |                                           | Esben Lunde Larsen (fino al 2 maggio 2018) | V       |
| Ministro dell'ambiente e dell'alimentazione                                             | Jakob Ellemann-Jensen (dal 2 maggio 2018) |                                            | V       |
| Ministro dei trasporti, delle infrastrutture e della casa                               |                                           | Ole Birk Olesen                            | LA      |
| Ministro dell'immigrazione e dell'integrazione                                          |                                           | Inger Støjberg                             | V       |
| Ministro dell'economia e dell'interno                                                   |                                           | Simon Emil Ammitzbøll                      | LA      |
| Ministro della giustizia                                                                |                                           | Søren Pape Poulsen                         | KF      |
| Ministro dell'approvvigionamento energetico e delle politiche per il clima              |                                           | Lars Christian Lilleholt                   | V       |
| Ministro dei bambini e della sicurezza sociale                                          |                                           | Mai Mercado                                | KF      |
| Ministro della sanità                                                                   |                                           | Ellen Trane Nørby                          | V       |
| Ministro del fisco                                                                      |                                           | Karsten Lauritzen                          | V       |
| Ministro della ricerca, della tecnologia, dell'informazione e dell'istruzione Superiore |                                           | Søren Pind (fino al 2 maggio 2018)         | V       |
| Ministro della ricerca, della tecnologia, dell'informazione e dell'istruzione Superiore |                                           | Tommy Ahlers (dal 2 maggio 2018)           | Ind.    |
| Ministro della difesa                                                                   |                                           | Claus Hjort Frederiksen                    | V       |
| Ministro del lavoro                                                                     |                                           | Troels Lund Poulsen                        | V       |
| Ministro dell'educazione                                                                |                                           | Merete Riisager                            | LA      |
| Ministro delle politiche per gli anziani                                                |                                           | Thyra Frank                                | LA      |
| Ministro della cooperazione allo sviluppo                                               |                                           | Ulla Tørnæs                                | V       |
| Ministro dell'innovazione pubblica                                                      |                                           | Sophie Løhde                               | V       |
| Ministro dell'uguaglianza di genere Ministro della cooperazione nordica                 |                                           | Karen Ellemann (fino al 2 maggio 2018)     | V       |
| Ministro dell'uguaglianza di genere Ministro della cooperazione nordica                 | Eva Kjer Hansen (dal 2 maggio 2018)       |                                            | V       |